# Belle Fontaine

Mapa lokalizacyjna Belle Fontaine

Belle Fontaine – jednostka osadnicza w Stanach Zjednoczonych, w stanie Alabama, w hrabstwie Mobile.